# Chorispora sibirica
Chorispora sibirica är en korsblommig växtart som först beskrevs av Carl von Linné, och fick sitt nu gällande namn av Dc. Chorispora sibirica ingår i släktet hönsrättikor, och familjen korsblommiga växter. Inga underarter finns listade i Catalogue of Life.